# Ivoirité
La parola Ivoirité (a volte tradotta in inglese come Ivoirity) fu usata per la prima volta dal presidente della Costa D'Avorio Henri Konan Bédié nel 1995. Inizialmente si riferiva all'identità culturale comune di tutti coloro che vivevano in Costa d'Avorio, in particolare gli stranieri (che rappresentano un terzo della popolazione).
Tuttavia, le idee nazionaliste e xenofobe alimentate dalla politica e dalla stampa lo hanno cambiato per indicare la popolazione del sud e dell'est del paese. Prima delle elezioni del 1995 e del 2000, una legge rapidamente elaborata dal presidente Konan Bédié e confermata dalla Corte suprema richiedeva che entrambi i genitori di un candidato alla presidenza fossero nati in Costa d'Avorio. Ciò ha portato alla squalifica del candidato alla presidenza Alassane Ouattara, accusato di essere originario del Burkina Faso. Ouattara, economista che lavorava per il Fondo Monetario Internazionale, era stato primo ministro della Costa d'Avorio sotto la presidenza di Félix Houphouët-Boigny.
Questa parola è associata alla guerra civile in Costa d'Avorio che si è verificata nel 2010-2011, in cui sono stati uccisi almeno 3.000 civili.